# (12561) Howard
(12561) Howard es un asteroide que forma parte del cinturón de asteroides y fue descubierto por el equipo del Spacewatch el 20 de septiembre de 1998 desde el Observatorio Nacional de Kitt Peak, Estados Unidos.

## Designación y nombre
Howard se designó inicialmente como 1998 SX7. Más tarde, en 2003, fue nombrado por Ron Howard (n. 1954) quien es un reconocido director de películas como Apolo 13 y Una mente maravillosa. Comenzó su carrera como estrella infantil en The Andy Griffith Show , y posteriormente protagonizó la longeva serie de televisión Happy Days antes de comenzar su carrera como director.

## Características orbitales
Howard orbita a una distancia media de 3,101 ua del Sol, pudiendo acercarse hasta 2,666 ua y alejarse hasta 3,536 ua. Tiene una excentricidad de 0,140 y una inclinación orbital de 0,762 grados. Emplea en completar una órbita alrededor del Sol 1994,36 días.
Los próximos acercamientos a la órbita de Júpiter ocurrirán el 4 de diciembre de 2059, el 30 de octubre de 2069 y el 13 de enero de 2131.
Pertenece a la familia de asteroides de (24) Themis.

## Características físicas
La magnitud absoluta de Howard es 12,93.